# Can Castellví (Molins de Rei)
Can Castellví és una obra de Molins de Rei (Baix Llobregat) inclosa a l'Inventari del Patrimoni Arquitectònic de Catalunya.

## Descripció
Aquest mas consta de planta baixa i pis, amb teulada a dues vessants i dos nivells. Està orientat a migdia. El portal d'accés al barri té llindar de pedra. Al fons, amb accés des del primer pis, hi ha una galeria. La porta principal està formada per finestres i el balcó que correspon a la sala. La disposició interior de l'habitatge és entorn una sala central que dona accés a les diferents habitacions.

## Història
Les arrels d'aquest mas el situen a mitjans del segle xiii. En aquest sentit, el document més antic és un pergamí datat el 1247, pel qual un tal Ferrer i la seva dona cedeixen el mas a la família Mayer.